# Francisco Bustelo
Pour les articles homonymes, voir Bustelo.
Francisco Bustelo García del Real né à Madrid le 12 janvier 1933, est un économiste, universitaire et  homme politique espagnol.
Il est le frère de Carlos et de Carlota Bustelo.

## Biographie
Elève brillant, il passe son baccalauréat au Colegio del Pilar, à Madrid. Il étudie ensuite à l'Université Complutense de Madrid, où il fonde en 1957, avec Mariano Rubio et Juan Manuel Kindelán, la Agrupación Socialista Universitaria (ASU), une organisation étudiante d'inspiration socialiste interdite par les Franquistes. Dans la clandestinité, il collabore avec le communiste Jorge Semprún. Il est arrêté pour ces activités et est incarcéré à la prison de Carabanchel en 1956.
Il doit s'exiler à sa sortie de prison, par Bera et Saint-Jean-de-Luz, où sa sœur Carlota, également exilée, se marie en 1960. Il s'installe à Paris jusqu'en 1965 et rejoint la section parisienne du PSOE, avec notamment Vicente Girbau, Indalecio Prieto et Luis Jiménez de Asúa. Dans la capitale française, il obtient son diplôme de droit, spécialisé en économie. 
De retour en Il rentre en Espagne, il est emprisonné en 1969 à Teruel avec Fernando Álvarez de Miranda. Quatre ans plus tard, il rejoint l'université de Saint-Jacques de Compostelle et poursuit sa militance, jusqu'à la transition démocratique. 
Aux élections du 15 juin 1977 , il est élu député de Pontevedra, puis sénateur de Madrid en 1979. 
Il milite à l'aile gauche du PSOE et fonde le courant Izquierda Socialista (Gauche socialiste) et milite en faveur d'une alliance entre les socialistes et les communistes.
En 1979, il publie verrait la lumière son livre Introducción al socialismo marxista.
Après avoir été professeur d'histoire de l'économie à l'Université de Valladolid, il rejoint la Complutense en 1980, dont il est le recteur jusqu'en 1984.

## Mandats parlementaires
- Député (PSOE)
- Sénateur (PSOE)